# Фьюмединизи
Фьюмединизи (итал. Fiumedinisi) — коммуна в Италии, располагается в регионе Сицилия, подчиняется административному центру Мессина.
Население составляет 1676 человек, плотность населения составляет 48 чел./км². Занимает площадь 35 км². Почтовый индекс — 98022. Телефонный код — 0942.
В коммуне 25 марта особо празднуется Благовещение Пресвятой Богородицы.